# 拜希林根
拜希林根（德語：Beichlingen，發音：[ˈbaɪçlɪŋən]）是德国图林根州瑟默达县曾经的一个市镇，面积19.12平方千米，2017年12月31日人口为498人。2019年1月1日，拜希林根并入市镇克勒达。